# آلامتیسین
آلامتیسین (به انگلیسی: Alamethicin) با فرمول شیمیایی C۹۲H۱۵۰N۲۲O۲۵ یک ترکیب شیمیایی با شناسه پاب‌کم ۱۶۱۳۲۰۴۲ است. که جرم مولی آن 1964.31 g/mol می‌باشد. شکل ظاهری این ترکیب، جامد سفید است.